# Équipe d'Espagne olympique de football
Maillots
L'équipe d'Espagne olympique de football représente l'Espagne dans les compétitions de football espoirs comme les Jeux olympiques d'été, où sont conviés les joueurs de moins de 23 ans.

## Historique
Si la sélection A d'Espagne ne participe pas à l'Euro 1992, le pays fête un succès prometteur le même été avec la médaille d'or aux Jeux olympiques de Barcelone, une compétition réservée aux joueurs de moins de 23 ans. L’équipe d'Espagne réalise un parcours sans faute : au premier tour, elle termine première avec trois victoires (4-0 contre la Colombie (buts de Rafael Berges, de Luis Enrique, de Kiko et de Pep Guardiola), 2-0 contre l’Égypte (buts de Roberto Solozábal et de Paco Soler) et 2-0 contre le Qatar (buts de Kiko et d'Alfonso Pérez). En quart de finale, Kiko permet à l’Espagne de battre l’Italie (1-0) et de qualifier son pays pour une demi-finale. En demi-finale, Rafael Berges et Abelardo permettent de qualifier la sélection pour la finale grâce à une victoire 2-0 contre le Ghana. Au Camp Nou, devant 95 000 personnes, le doublé de Kiko et le but d’Abelardo permettent de remporter la médaille d’or sur le score de 3 buts à 2 contre la Pologne.
L'Espagne s'est qualifiée pour l'édition 2024 des Jeux olympiques en tant que championne d'Europe des moins de 21 ans. Elle est entrée dans la compétition comme l'une des grandes favorites. L'Espagne a commencé sa campagne par une victoire 2-1 sur l'Ouzbékistan, l'un des pays débutants, malgré un penalty espagnol raté. Elle s'est ensuite imposée 3-1 face à la République dominicaine, l'autre équipe débutante des Jeux olympiques. Après s'être assurée une place en quarts de finale, l'Espagne a mis au repos certains de ses joueurs clés pour le troisième match contre l'Égypte, qu'elle a perdu 2-1, se qualifiant ainsi pour les quarts de finale en tant que deuxième équipe de son groupe. En quart de finale, l'Espagne a affronté l'autre favori, le Japon, dans un match qui s'annonçait difficile pour les Espagnols car le Japon avait remporté tous ses matches de la phase de groupe et avait gagné contre l'Argentine (5-2) avant le début du tournoi. Mais cela n'a pas été le cas, car les Espagnols se sont déchaînés sur leurs adversaires, les battant 3-0 pour se qualifier pour les demi-finales pour la deuxième fois d'affilée. Lors de leur demi-finale, ils ont affronté le Maroc, une équipe que les Espagnols ont eu du mal à battre ces dernières années et qui a éliminé l'Espagne en sélection A aux tirs au but lors de la Coupe du monde de la FIFA 2022. Bien que menés 1-0 à la mi-temps à la suite d'un penalty adverse, les Espagnols ont réussi à renverser la vapeur et à dominer leurs homologues africains 2-1 pour se qualifier pour leur deuxième finale consécutive. Elle bat en finale la France, pays organisateur, à l'issue des prolongations (5-3) au cours d'un match à rebondissements. C'est la première fois depuis 1984 que l'équipe olympique est médaillée d'or après un championnat d'Europe remporté par l'équipe A.

## Palmarès
- Vainqueur des Jeux olympiques en 1992 et 2024
- Finaliste des Jeux olympiques en 1920, 2000 et 2020

## Sélections médaillées
| Édition | Liste des médaillés | Sélectionneur     |
| ------- | --- | ----------------- |
| 1920    | Patricio Arabolaza, Mariano Arrate, Juan Artola, José María Belauste, Sabino Bilbao, Agustín Eizaguirre, Ramón Eguiazábal, Ramón Gil, Domingo Gómez-Acedo, Silverio Izaguirre, Rafael Moreno Aranzadi, Luis Otero, Francisco Pagaza, José Samitier, Agustín Sancho, Félix Sesúmaga, Pedro Vallana, Joaquín Vázquez, Ricardo Zamora       | Francisco Bru     |
| 1992    | José Amavisca, Rafael Berges, Santiago Cañizares, Abelardo, Albert Ferrer, Pep Guardiola, Miguel Hernández Sánchez, Antonio Jimenez Sistachs, Mikel Lasa, Juanma López, Javier Manjarín, Luis Enrique, Kiko, Alfonso Pérez Muñoz, Antonio Pinilla, Paco Soler, Gabriel Vidal, Roberto Solozábal, David Villabona, Francisco Veza Fragoso | Vicente Miera     |
| 2000    | Daniel Aranzubía, Jesús Lacruz, Joan Capdevila, Carlos Marchena, Unai Vergara, David Albelda, Miguel Ángel Angulo, Xavi, José Mari, Gabri, Jordi Ferron, Carles Puyol, Albert Luque, Iván Amaya, Ismael Ruiz, Antonio Velamazán, Raúl Tamudo, Felipe Ortiz                                                                               | Iñaki Sáez        |
| 2020    | Unai Simón, Óscar Mingueza, Marc Cucurella, Pau Torres, Jesús Vallejo, Martín Zubimendi, Marco Asensio, Mikel Merino, Rafa Mir, Dani Ceballos, Mikel Oyarzabal, Eric García, Álvaro Fernández, Carlos Soler, Jon Moncayola, Pedri, Javi Puado, Óscar Gil, Dani Olmo, Juan Miranda, Bryan Gil, Álex Domínguez                             | Luis de la Fuente |
| 2024    | Tenas, Pubill, Miranda, García, Cubarsí, Barrios, D. López, Turrientes, Ruiz, Baena, F. López, Pacheco, García, Oroz, Gutiérrez, Bernabé, Gómez, Omorodion | Santiago Denia    |

## Parcours lors des Jeux olympiques
L’Équipe espagnole s'est qualifiée à 12 reprises pour la phase finale des Jeux olympiques, et a remporté 5 médailles, en 1920, en 1992, en 2000, en 2020 et en 2024. Après plusieurs changements de réglementation, la compétition est depuis 1992 réservée aux joueurs de moins de 23 ans.
| Phase finale | Phase finale                      | Phase finale                      | Phase finale                      | Phase finale                      | Phase finale                      | Phase finale                      | Phase finale                      | Phase finale                      |
| Année        | Résultat                          | J                                 | G                                 | N                                 | D                                 | BP                                | BC                                |                                   |
| ------------ | --------------------------------- | --------------------------------- | --------------------------------- | --------------------------------- | --------------------------------- | --------------------------------- | --------------------------------- | --------------------------------- |
| 1896         | L'équipe d'Espagne n’existait pas | L'équipe d'Espagne n’existait pas | L'équipe d'Espagne n’existait pas | L'équipe d'Espagne n’existait pas | L'équipe d'Espagne n’existait pas | L'équipe d'Espagne n’existait pas | L'équipe d'Espagne n’existait pas | L'équipe d'Espagne n’existait pas |
| 1908         | L'équipe d'Espagne n’existait pas | L'équipe d'Espagne n’existait pas | L'équipe d'Espagne n’existait pas | L'équipe d'Espagne n’existait pas | L'équipe d'Espagne n’existait pas | L'équipe d'Espagne n’existait pas | L'équipe d'Espagne n’existait pas | L'équipe d'Espagne n’existait pas |
| 1912         | L'équipe d'Espagne n’existait pas | L'équipe d'Espagne n’existait pas | L'équipe d'Espagne n’existait pas | L'équipe d'Espagne n’existait pas | L'équipe d'Espagne n’existait pas | L'équipe d'Espagne n’existait pas | L'équipe d'Espagne n’existait pas | L'équipe d'Espagne n’existait pas |
| 1920         | 2e                                | 5                                 | 4                                 | 0                                 | 1                                 | 9                                 | 5                                 |                                   |
| 1924         | 1er tour                          | 1                                 | 0                                 | 0                                 | 1                                 | 0                                 | 1                                 |                                   |
| 1928         | Quart de finale                   | 3                                 | 1                                 | 1                                 | 1                                 | 9                                 | 9                                 |                                   |
| 1936         | Forfait (Guerre d'Espagne)        | Forfait (Guerre d'Espagne)        | Forfait (Guerre d'Espagne)        | Forfait (Guerre d'Espagne)        | Forfait (Guerre d'Espagne)        | Forfait (Guerre d'Espagne)        | Forfait (Guerre d'Espagne)        | Forfait (Guerre d'Espagne)        |
| 1948         | Non qualifiée                     | Non qualifiée                     | Non qualifiée                     | Non qualifiée                     | Non qualifiée                     | Non qualifiée                     | Non qualifiée                     | Non qualifiée                     |
| 1952         | Non qualifiée                     | Non qualifiée                     | Non qualifiée                     | Non qualifiée                     | Non qualifiée                     | Non qualifiée                     | Non qualifiée                     | Non qualifiée                     |
| 1956         | Non qualifiée                     | Non qualifiée                     | Non qualifiée                     | Non qualifiée                     | Non qualifiée                     | Non qualifiée                     | Non qualifiée                     | Non qualifiée                     |
| 1960         | Non qualifiée                     | Non qualifiée                     | Non qualifiée                     | Non qualifiée                     | Non qualifiée                     | Non qualifiée                     | Non qualifiée                     | Non qualifiée                     |
| 1964         | Non qualifiée                     | Non qualifiée                     | Non qualifiée                     | Non qualifiée                     | Non qualifiée                     | Non qualifiée                     | Non qualifiée                     | Non qualifiée                     |
| 1968         | Quart de finale                   | 4                                 | 2                                 | 1                                 | 1                                 | 4                                 | 2                                 |                                   |
| 1972         | Non qualifiée                     | Non qualifiée                     | Non qualifiée                     | Non qualifiée                     | Non qualifiée                     | Non qualifiée                     | Non qualifiée                     | Non qualifiée                     |
| 1976         | 1er tour                          | 2                                 | 0                                 | 0                                 | 2                                 | 1                                 | 3                                 |                                   |
| 1980         | 1er tour                          | 3                                 | 0                                 | 3                                 | 0                                 | 2                                 | 2                                 |                                   |
| 1984         | Non qualifiée                     | Non qualifiée                     | Non qualifiée                     | Non qualifiée                     | Non qualifiée                     | Non qualifiée                     | Non qualifiée                     | Non qualifiée                     |
| 1988         | Non qualifiée                     | Non qualifiée                     | Non qualifiée                     | Non qualifiée                     | Non qualifiée                     | Non qualifiée                     | Non qualifiée                     | Non qualifiée                     |
| 1992         | Vainqueur                         | 6                                 | 6                                 | 0                                 | 0                                 | 14                                | 2                                 |                                   |
| 1996         | Quart de finale                   | 4                                 | 2                                 | 1                                 | 1                                 | 5                                 | 7                                 |                                   |
| 2000         | Finale                            | 6                                 | 4                                 | 1                                 | 1                                 | 12                                | 6                                 |                                   |
| 2004         | Non qualifiée                     | Non qualifiée                     | Non qualifiée                     | Non qualifiée                     | Non qualifiée                     | Non qualifiée                     | Non qualifiée                     | Non qualifiée                     |
| 2008         | Non qualifiée                     | Non qualifiée                     | Non qualifiée                     | Non qualifiée                     | Non qualifiée                     | Non qualifiée                     | Non qualifiée                     | Non qualifiée                     |
| 2012         | 1er tour                          | 3                                 | 0                                 | 1                                 | 2                                 | 0                                 | 2                                 |                                   |
| 2016         | Non qualifiée                     | Non qualifiée                     | Non qualifiée                     | Non qualifiée                     | Non qualifiée                     | Non qualifiée                     | Non qualifiée                     | Non qualifiée                     |
| 2020         | Finale                            | 6                                 | 3                                 | 2                                 | 1                                 | 9                                 | 5                                 |                                   |
| 2024         | Vainqueur                         | 6                                 | 5                                 | 0                                 | 1                                 | 16                                | 8                                 |                                   |
| 2028         | À venir                           |                                   |                                   |                                   |                                   |                                   |                                   |                                   |
| 2032         | À venir                           |                                   |                                   |                                   |                                   |                                   |                                   |                                   |
| Total        | 12/24                             | 49                                | 27                                | 9                                 | 13                                | 81                                | 52                                |                                   |